# It's Snowing, Motherfucker
It's Snowing, Motherfucker è un singolo della cantante italiana Rose Villain, pubblicato il 9 dicembre 2019. Il brano era già stato pubblicato sul profilo Instagram dell'artista a dicembre 2018, ma è stato distribuito sulle piattaforme digitali solo l'anno successivo.

## Tracce
Testi di Andrea Ferrara, Rosa Luini, musiche di Andrea Ferrara.
1. It's Snowing, Motherfucker – 2:59

## Video musicale
Il video del brano diretto e girato dalla stessa Villain e Sixpm è stato pubblicato sul canale YouTube dell'artista il 9 Dicembre 2019.